# Palmasola (Venezuela)
Pour les articles homonymes, voir Palmasola.
Palmasola est le chef-lieu de la municipalité de Palmasola dans l'État de Falcón au Venezuela.